# ジャドソン・ミルズ
ジャドソン・ミルズ（Judson Mills、1969年5月10日 - ）は、アメリカ合衆国の俳優。

## 出演作品
- BONES ボーンズ　-骨は語る- シーズン4
- 女捜査官グレイス　～天使の保護観察中 シーズン2
- 炎のテキサス・レンジャー　リターンズ
- ＣＳＩ：マイアミ3
- 地獄のヒーロー　グラウンド・ゼロ
- チルファクター
- NYPD BLUE　～ニューヨーク市警15分署 シーズン5
- Ｔ・Ｎ・Ｔ　戦略傭兵部隊
- 家庭崩壊／隠されたレイプ事件
- 炎のテキサス・レンジャー
- LAW & ORDER　ロー＆オーダー シーズン4